# Раймундо Інфанте
Раймундо Рікардо Інфанте Ренкорет (ісп. Raimundo Ricardo Infante Rencoret, 2 лютого 1928, Сантьяго — 7 вересня 1986) — чилійський футболіст, що грав на позиції нападника за клуб «Універсідад Католіка», а також національну збірну Чилі. Дворазовий  чемпіон Чилі

## Клубна кар'єра
У футболі відомий виступами у команді «Універсідад Католіка», кольори якої і захищав протягом усієї своєї кар'єри гравця.

## Виступи за збірну
1947 року дебютував в офіційних матчах у складі національної збірної Чилі. Протягом кар'єри у національній команді, яка тривала 4 роки, провів у її формі 11 матчів, забивши 3 голи.
У складі збірної був учасником Чемпіонату Південної Америки 1947 року в Еквадорі, Чемпіонату Південної Америки 1949 року у Бразилії.
Був присутній в заявці збірної на чемпіонаті світу 1950 року у Бразилії, але на поле не виходив.
Помер 7 вересня 1986 року на 59-му році життя.

## Титули і досягнення
- Чемпіон Чилі (2):

«Універсідад Католіка»: 1949, 1954